# Hrabstwo Jackson (Dakota Południowa)
Hrabstwo Jackson (ang. Jackson County) – hrabstwo w stanie Dakota Południowa w Stanach Zjednoczonych. Obszar całkowity hrabstwa obejmuje powierzchnię 1871,24 mil² (4846,49 km²). Według szacunków United States Census Bureau w roku 2009 miało 2658 mieszkańców.
Hrabstwo powstało w 1914 roku. Na jego terenie znajdują się następujące gminy (townships): Allen, Grandview II, Jewett, Little Buffalo, Weta.

## Miejscowości
- Belvidere
- Cottonwood
- Interior
- Kadoka
- Wanblee (CDP)